# Alain-Sol Sznitman
Alain-Sol Sznitman (né le 13 décembre 1955) est un mathématicien français qui travaille en tant que professeur de mathématiques à l'École polytechnique fédérale de Zurich. Ses recherches portent sur la théorie des probabilités et la physique mathématique.

## Biographie
Sznitman a fait ses études de premier cycle à l'École Normale Supérieure, et a obtenu un Doctorat d'Etat en 1983, à l'Université Pierre et Marie Curie, sous la supervision de Jacques Neveu,. Il a travaillé à l'Institut Courant de Sciences Mathématiques à l'Université de New York à partir de 1983 et a été promu professeur titulaire en 1990. Il est parti à l'ETH Zurich en 1991 et de 1995 à 1999, a été directeur de l'Institut pour la Recherche en Mathématiques à l'ETH Zurich.

## Prix et distinctions
En 1989 il bénéficie d'une bourse Sloan.
En 1991, Sznitman reçoit le Prix Rollo Davidson, remis annuellement à un probabiliste en début de carrière, et en 1999, il est lauréat du Prix Loève. 
Il est devenu fellow de l'Institute of Mathematical Statistics en 1997 et de l'American Mathematical Society en 2012. 
Il est conférencier invité au Congrès international des mathématiciens à Berlin en 1998, après avoir donné en 1992 une conférence plénière au premier Congrès européen des mathématiques à Paris intitulée Brownian motion and obstacles.

## Publications
- Brownian Motion, Obstacles and Random Media, Springer 1998
- Topics in propagation of chaos, Lecture Notes in Mathematics, Bd.1464, Springer 1991 (Université d'été de Saint Flour 1989), S.164-251
- Brownian Motion and random obstacles, ICM 1998

## Liens
- Notices d'autorité :   - VIAF
  - ISNI
  - BnF (données)
  - IdRef
  - LCCN
  - GND
  - CiNii
  - Belgique
  - Pays-Bas
  - Israël
  - NUKAT
  - Tchéquie
  - WorldCat
- Ressources relatives à la recherche :   - Academia Europaea
  - Geförderte Projekte Informationssystem
  - Mathematical Reviews
  - Mathematics Genealogy Project
  - Scopus
  - ZbMATH